# Металоорганічна хімія

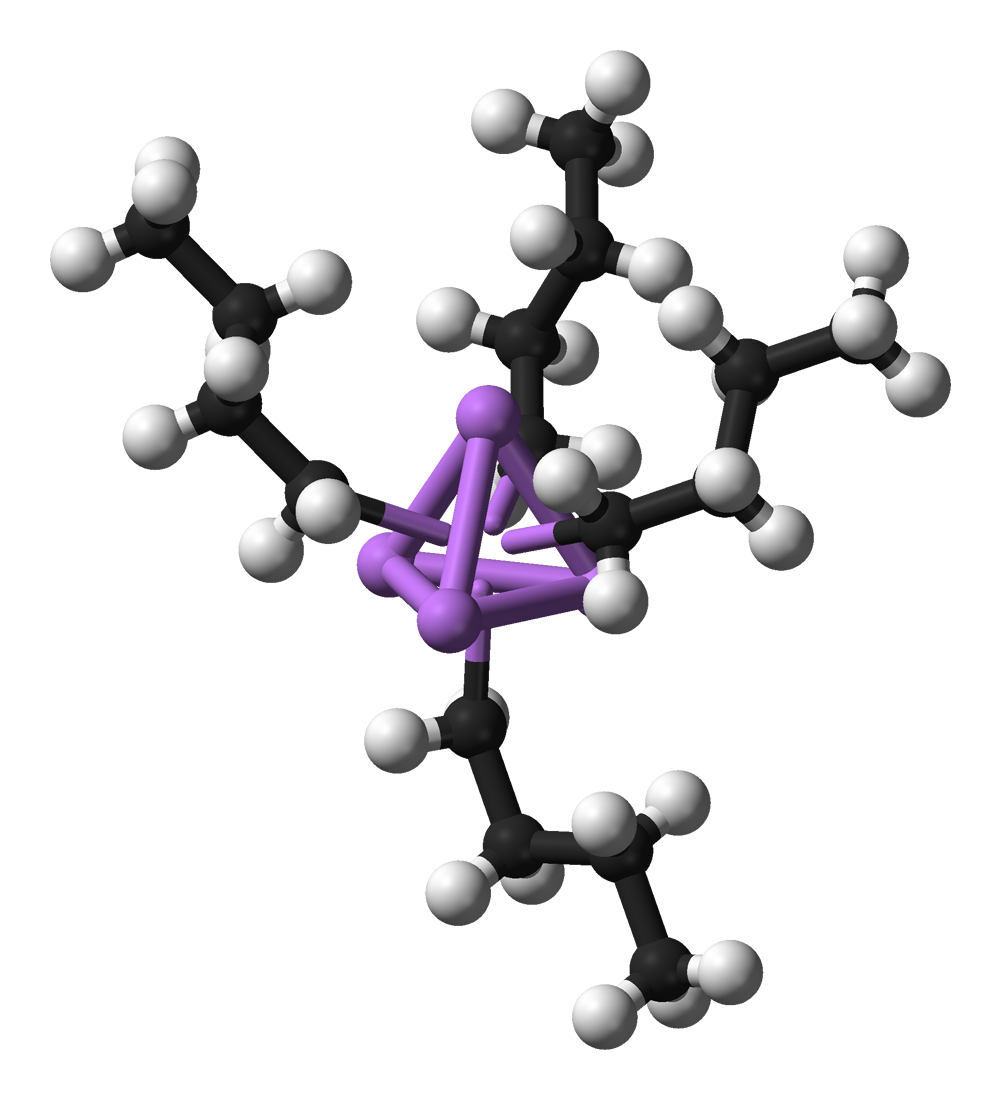
н-Бутиллітій органометалічна сполука. Чотири атоми літію (тетраедр) зафарбовані пурпуровим кольором. Кожний атом металу має зв'язок з бутиловою групою (вуглець — чорний, водень — білий).

Мета́лооргані́чна хі́мія — розділ хімії, що виникла на стику органічної хімії та неорганічної хімії.
Металоорганічна хімія фактично почалася з робіт Едварда Франкланда по цинкорганічних сполуках та робіт Віктора Гріньяра по магнійорганічних сполуках. Цей розділ хімії вивчає саме органічні сполуки з перехідними металами, на відміну від елементоорганічною хімією, де вивчаються органічні сполуки із ковалентним зв'язком між Карбоном та елементами основних груп періодичної таблиці Менделеева, такі як Бор, Силіцій, Фосфор, Арсен. Металоорганічні сполуки можуть містити не тільки один, а й декілька атомів металу, пов'язаних між собою безпосередньо або через органічні або неорганічні групи. Властивості таких сполук визначаються зв'язком перехідний метал-Карбон, який може змінюватися від повністю іонного до ковалентного.